# Жуншуй-Мяоський автономний повіт
25°04′23″ пн. ш. 109°14′57″ сх. д. / 25.07301° пн. ш. 109.24911° сх. д.
Жуншуй-Мяоський автономний повіт (кит. 融水苗族自治县, пін. Róngshuĭ Miáozú Zìzhìxiàn) — один із повітів КНР у складі префектури Лючжоу, Гуансі-Чжуанський автономний район. Адміністративний центр — містечко Жуншуй.

## Географія
Жуншуй-Мяоський автономний повіт лежить на висоті близько 120 метрів над рівнем моря на півночі префектури.

### Клімат
Повіт знаходиться у зоні, котра характеризується вологим субтропічним кліматом. Найтепліший місяць — серпень із середньою температурою 28,3 °C. Найхолодніший місяць — січень, із середньою температурою 9 °С.
| Клімат повіту Жуншуй-Мяо | Клімат повіту Жуншуй-Мяо | Клімат повіту Жуншуй-Мяо | Клімат повіту Жуншуй-Мяо | Клімат повіту Жуншуй-Мяо | Клімат повіту Жуншуй-Мяо | Клімат повіту Жуншуй-Мяо | Клімат повіту Жуншуй-Мяо | Клімат повіту Жуншуй-Мяо | Клімат повіту Жуншуй-Мяо | Клімат повіту Жуншуй-Мяо | Клімат повіту Жуншуй-Мяо | Клімат повіту Жуншуй-Мяо | Клімат повіту Жуншуй-Мяо |
| Показник                 | Січ.                     | Лют.                     | Бер.                     | Квіт.                    | Трав.                    | Черв.                    | Лип.                     | Серп.                    | Вер.                     | Жовт.                    | Лист.                    | Груд.                    | Рік                      |
| Середній максимум, °C    | 12,8                     | 14,7                     | 18,2                     | 24,2                     | 28,3                     | 30,9                     | 32,8                     | 33,5                     | 31,3                     | 26,6                     | 21,5                     | 16,3                     | 24,3                     |
| Середня температура, °C  | 9                        | 11                       | 14,4                     | 19,8                     | 23,8                     | 26,6                     | 28,1                     | 28,3                     | 26                       | 21,4                     | 16,4                     | 11,4                     | 19,7                     |
| Середній мінімум, °C     | 6,6                      | 8,6                      | 11,8                     | 16,9                     | 20,6                     | 23,6                     | 24,9                     | 24,8                     | 22,3                     | 18                       | 13,1                     | 8,2                      | 16,6                     |
| Норма опадів, мм         | 57.4                     | 72.1                     | 91.3                     | 157.1                    | 288.8                    | 365                      | 270.3                    | 167.5                    | 79.2                     | 71.3                     | 68.4                     | 37.5                     | 1725.9                   |
| Вологість повітря, %     | 76                       | 78                       | 80                       | 81                       | 81                       | 83                       | 81                       | 79                       | 75                       | 73                       | 73                       | 72                       | 77.7                     |
| ------------------------ | ------------------------ | ------------------------ | ------------------------ | ------------------------ | ------------------------ | ------------------------ | ------------------------ | ------------------------ | ------------------------ | ------------------------ | ------------------------ | ------------------------ | ------------------------ |
| Джерело: data.cma.cn     |                          |                          |                          |                          |                          |                          |                          |                          |                          |                          |                          |                          |                          |